# Hollnseth
Die Gemeinde Hollnseth ist ein Mitglied des Gemeindeverbandes Samtgemeinde Börde Lamstedt im Landkreis Cuxhaven in Niedersachsen. Sie besteht aus den beiden Ortsteilen Abbenseth und Hollen sowie dem Dorf Langeln. Die Mehe durchfließt den Osten der Gemeinde.

## Geographie

Lagekarte der Gemeinde Hollnseth

### Geographische Lage
Hollnseth liegt im Osten des Landkreises Cuxhaven auf der Geest. Im Südosten, Süden und Südwesten grenzt der Landkreis Rotenburg (Wümme) und im Osten am anderen Ufer der Oste der Landkreis Stade an die Gemeinde. 

### Nachbargemeinden
Folgende Gemeinden grenzen im Uhrzeigersinn von Norden beginnend an Hollnseth:
- Gemeinde Lamstedt
- Gemeinde Kranenburg (Landkreis Stade)
- Einheitsgemeinde Bremervörde (Landkreis Rotenburg (Wümme))
- Gemeinde Alfstedt (Landkreis Rotenburg (Wümme))
- Gemeinde Armstorf

## Geschichte

### Eingemeindung
Die Gemeinde Hollnseth entstand am 1. Juli 1972 durch den Zusammenschluss von Abbenseth und Hollen. Das ebenfalls zur Gemeinde gehörende Dorf Langeln gehörte vorher zur Gemeinde Abbenseth. 

### Name
Der Gemeindename ist ein Neologismus aus den Ortsnamen der beiden alten Gemeinden und besteht aus Holln für Hollen und -seth für Abbenseth. 

### Geschichte der Ortsteile
Hollen wurde erstmals 1004 erwähnt. 1510 wurde dann Abbenseth erstmals urkundlich erwähnt.

## Politik

### Gemeinderat
Der Rat der Gemeinde Hollnseth besteht aus neun Ratsfrauen und Ratsherren. Dies ist die festgelegte Anzahl für die Mitgliedsgemeinde einer Samtgemeinde mit einer Einwohnerzahl zwischen 501 und 1.000 Einwohnern. Die neun Ratsmitglieder werden durch eine Kommunalwahl für jeweils fünf Jahre gewählt. Die aktuelle Amtszeit begann am 1. November 2021 und endet am 31. Oktober 2026.
Die letzte Gemeinderatswahlen ergaben folgende Sitzverteilungen:
| Partei                       | 2021 | 2016 |
| ---------------------------- | ---- | ---- |
| Wählergemeinschaft Hollnseth | 9    | 5    |
| Wählergemeinschaft Abbenseth | -    | 4    |

### Bürgermeister
Der Gemeinderat wählte das Gemeinderatsmitglied Melanie Steffens (Wählergemeinschaft Hollnseth) zum ehrenamtlichen Bürgermeisterin für die aktuelle Wahlperiode.

### Wappen

#### Gemeindewappen
Der Entwurf des Kommunalwappens von Hollnseth stammt von dem Heraldiker und Wappenmaler Albert de Badrihaye, der zahlreiche Wappen im Landkreis Cuxhaven erschaffen hat.
| Wappen von Hollnseth | Blasonierung: „In Blau vier goldene Kesselhaken, zwei links, zwei rechts gewendet; überhöht von einem halben goldenen Mühlrad, aus silbernem Wellenband wachsend.“ |
| Wappen von Hollnseth | Wappenbegründung: Die Schildbilder wurden den Wappen der Gemeinden Abbenseth und Hollen entlehnt, aus denen die neue Einheitsgemeinde Hollnseth gebildet wurde.    |

#### Wappen der Ortsteile

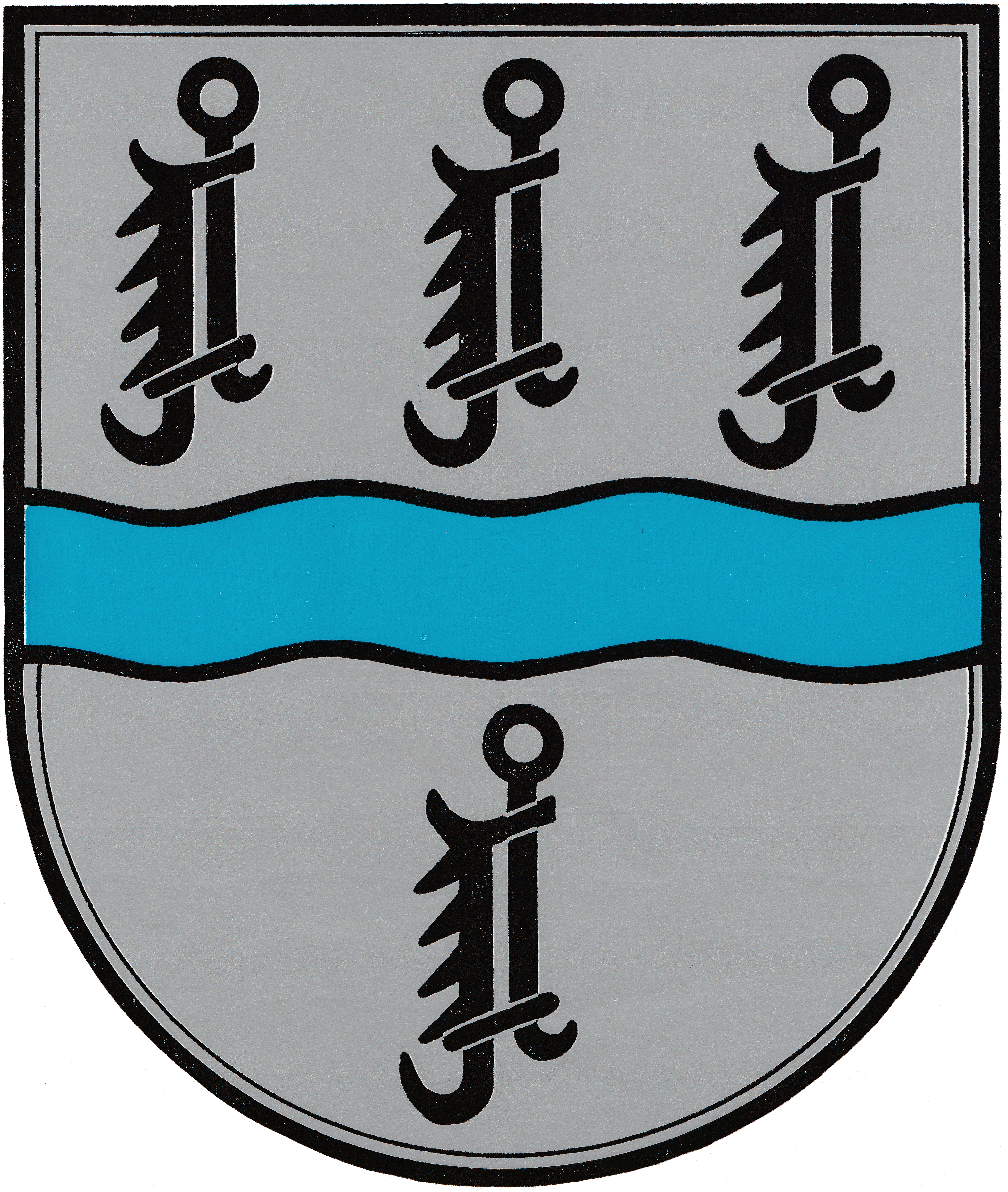
Abbenseth (Details)
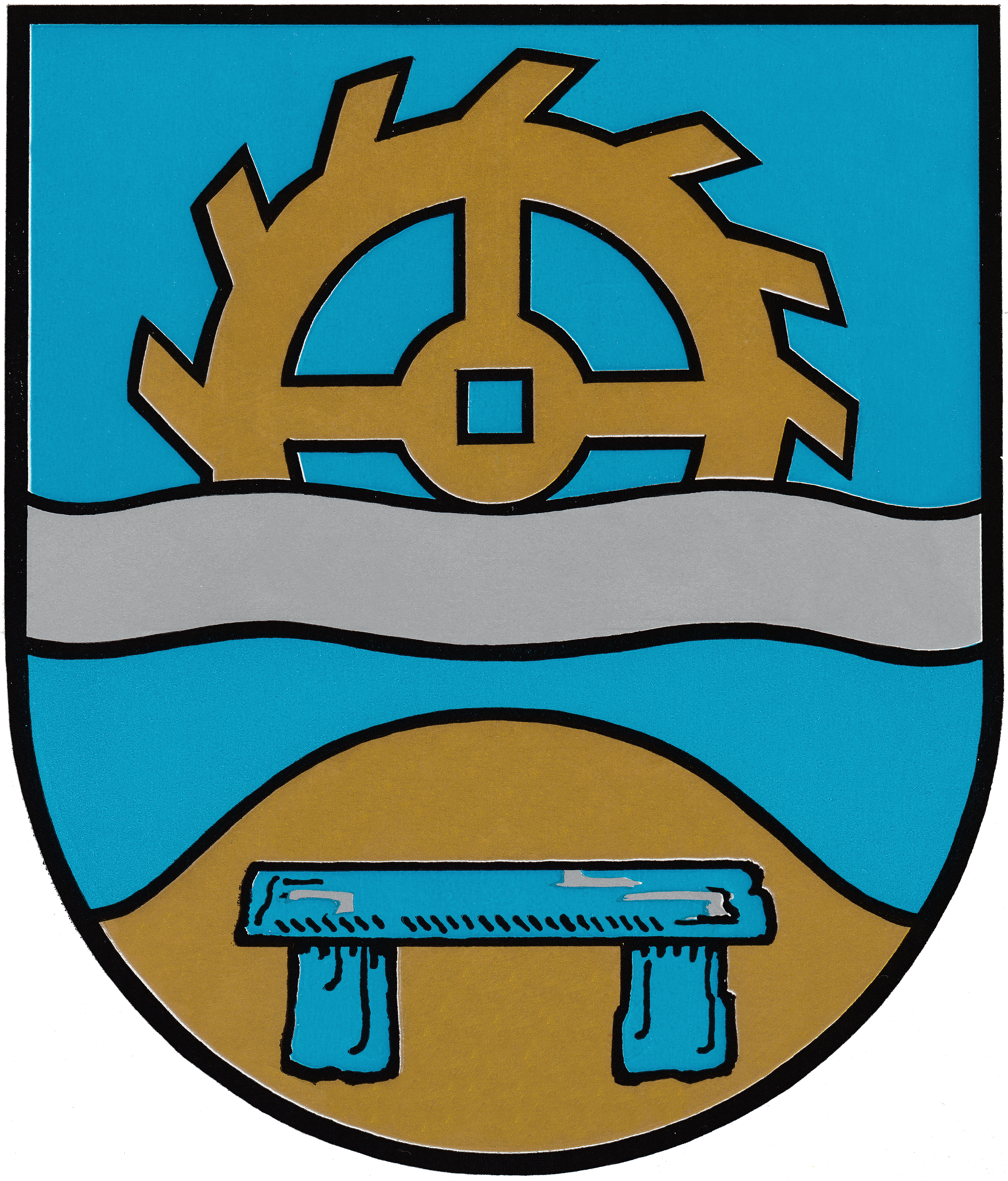
Hollen (Details)

## Kultur und Sehenswürdigkeiten
Im Zuge der 1000-Jahr-Feier im Jahre 2004 wurde eine Scheune in eine Ausstellung über die Geschichte des Ortes Hollen umgewandelt, die als Hollener Dokumentenmuseum besichtigt werden kann.